# Ebionici

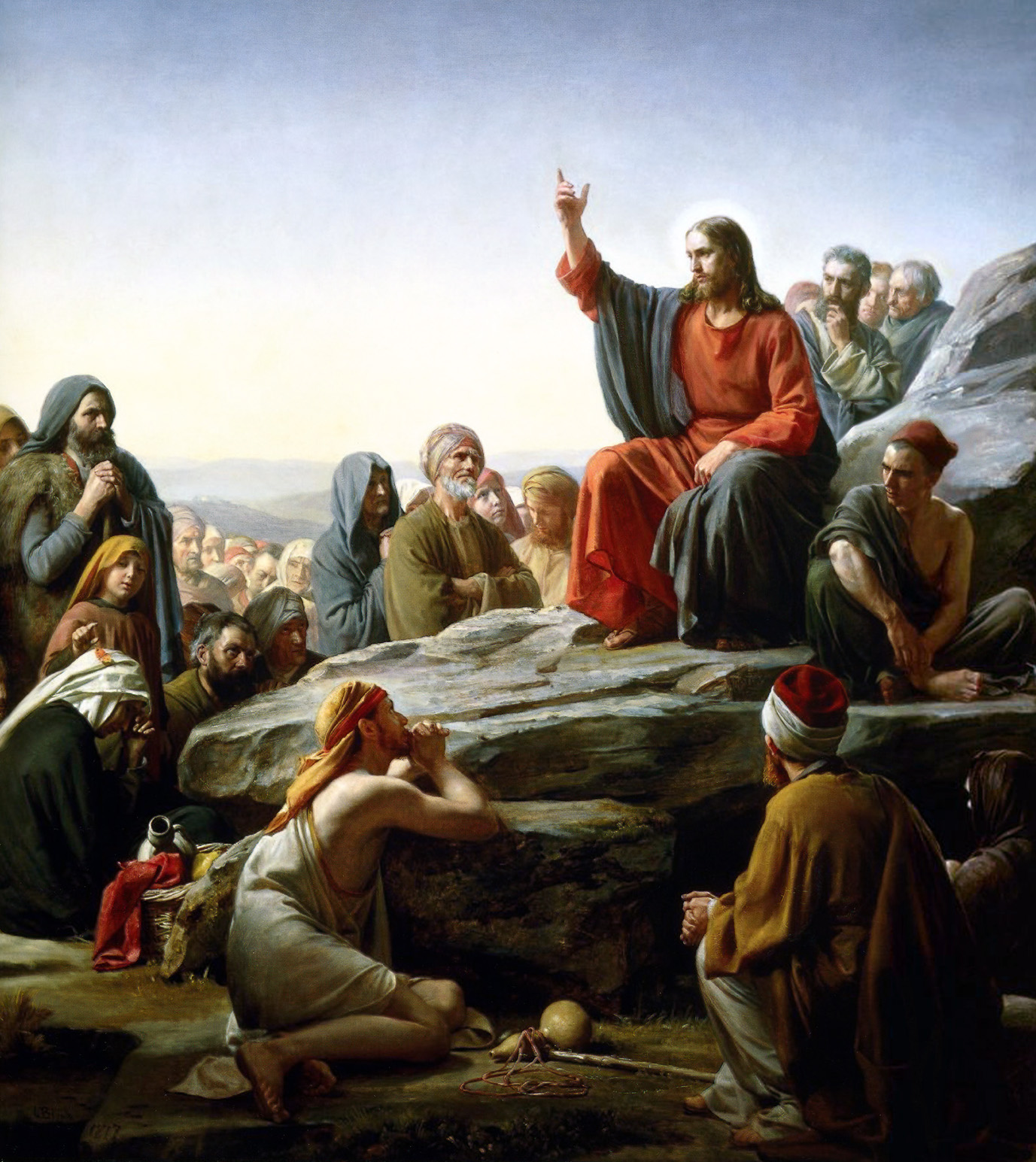
Nazwa „ebionici” ma swe źródło w słowach wypowiedzianych przez Jezusa w Kazaniu na górze, około 30 roku n.e.; Kazanie na górze, Carl Heinrich Bloch, 1890.

Ebionici (gr.: ebionaioi, hebr. אביונים, ebjonim, „ubodzy”) – wczesny nurt judeochrześcijański istniejący w rejonie Palestyny i okolicach od I do V wieku n.e. Ich nazwa nawiązuje do kilku tekstów religijnych, m.in. do słów kazania na górze: „Błogosławieni ubodzy w duchu, bo do nich należy Królestwo Niebios” (Mt 5,3). Zgodnie z ich interpretacją tych słów, ebionici wyrzekali się wszelkich dóbr doczesnych i żyli w religijnej komunie.
Pomimo potwierdzenia istnienia ebionitów przez źródła archeologiczne wiedza na temat ich poglądów i praktyk religijnych oparta jest jedynie na odniesieniach do nich w źródłach pisanych. Głównym źródłem informacji są polemiki wczesnych teologów chrześcijańskich, którzy uważali ich za heretyków.
Chociaż nie istnieją oczywiste dowody na to, że ebionici byli potomkami członków pierwotnego Kościoła jerozolimskiego lub pierwszej judeochrześcijańskiej synagogi zbudowanej na górze Syjon, niektórzy współcześni uczeni starają się ukazać „judaizujących” chrześcijan, takich jak ebionici, nie tylko jako duchowych następców uczniów Jana Chrzciciela, Jezusa i Jakuba Sprawiedliwego, lecz także jako wierniej trzymających się nauk Jezusa niż zwolennicy Pawła z Tarsu.

## Relacje Ojców Kościoła
Ebionici są wspominani przez niektórych Ojców Kościoła:
- Najstarsze odniesienie do grupy, która mogła być ebionitami, znajduje się w Dialogu z Żydem Tryfonem (ok. 140 r.) Justyna Męczennika. Justyn rozróżnia tam judeochrześcijan, którzy przestrzegają Prawa Mojżeszowego, ale nie nakazują czynić tego innym, od tych, którzy wymagali jego przestrzegania od wszystkich, uważanych przez Justyna za heretyków[10].
- Ireneusz z Lyonu ok. 180 r. jako pierwszy użył określenia „ebionici” dla nazwania heretyckiego odłamu wytrwale trzymających się Zakonu, judaizujących chrześcijan[11].
- W 212 r. Orygenes uważa, że nazwa „ebionici” pochodzi od hebrajskiego słowa ebjon – „ubogi”[12].
- Epifaniusz z Salaminy w IV wieku jest autorem najbardziej kompletnego, ale i najbardziej wzbudzającego wątpliwości, źródła: wykładu osobistych poglądów na temat herezji, zatytułowanego Panarion, wymieniającego, pośród osiemdziesięciu różnych sekt, także ebionitów[13][14]. To głównie Epifaniusz dostarcza informacje na temat wierzeń ebionitów oraz cytuje ich własną, apokryficzną ewangelię, która nie zachowała się – Ewangelię Ebionitów.

Ojcowie Kościoła odróżniają ebionitów od karpokratów, zwolenników Cerynta, elkazaitów, nazarańczyków, nazarejczyków, nazorejczyków i mandejczyków, którzy łączyli elementy chrześcijaństwa z naukami judaistycznymi lub gnostyckimi. Euzebiusz z Cezarei wspomina wszakże, że ebionici przyjęli niektóre wierzenia tych grup, zachowując przy tym swą nazwę.

## Historia
Pewna grupa badaczy,  spośród których niektórzy zaangażowani są w poszukiwania historycznego Jezusa, próbuje zrekonstruować historię ebionitów. Reinterpretują znane obecnie fakty, pragnąc opisać historię od nowa na podstawie nowych odkryć. Według nich, uważanie ebionitów za judeochrześcijańską sektę, jak określał ich Kościół, nie jest do końca prawidłowe. Ich poglądy różnią się wszakże od opinii uczonych głównego nurtu.
Według niektórych pierwsi ebionici byli ubogimi, żydowskimi chłopami, którzy dołączyli do Jana Chrzciciela ok. 23 r. Po śmierci Jana mieli dołączyć do „ruchu królestwa Bożego” zapoczątkowanego przez Jezusa, który, jak wierzyli, był prorokiem i Mesjaszem. Po śmierci Jezusa ruch został zorganizowany we wspólnoty w Jerozolimie oraz okolicznych miastach przez jego brata, Jakuba Sprawiedliwego. Był to czas, kiedy własny ruch, według badaczy, prezentujących ten pogląd, założył Paweł z Tarsu. Ostatecznie doszło do dysputy w kwestii obrzezania nawróconych z pogaństwa, które Paweł uważał za niepotrzebne. Dzieje Apostolskie mówią o kompromisie, w którym miał pośredniczyć Jakub, zawartym podczas soboru jerozolimskiego ok. 49 r., w którym uznano, że obrzezanie konwertytów nie jest niezbędne. Po śmierci Jakuba Sprawiedliwego w 62 r., Szymon z Jerozolimy, inny krewny Jezusa, został wybrany na nowego przywódcę. Kwestia, czy przed oblężeniem Jerozolimy w 70 r. członkowie wspólnoty jerozolimskiej udali się przez rzekę Jordan do miasta Pella (w dzisiejszej Jordanii), nie jest wyjaśniona, wszakże wiadomo, że po wojnie żydowskiej większość zgromadzenia jerozolimskiego udała się do żydowskiej diaspory w Azji Południowo-Zachodniej; byli powoli usuwani w cień przez chrześcijaństwo paulińskie, którego przetrwanie u swego zarania było zagrożone w wyniku dezaprobaty Jerozolimy, a teraz gwałtownie rozprzestrzeniało się na obszarze Cesarstwa Rzymskiego. Równocześnie wraz z powstaniem Bar-Kochby w 135 r. nastąpił kres żydowskiego przewodnictwa w pierwotnej Wspólnocie, a nazywani judaizującymi już nie znajdowali posłuchu i uznania za prawdziwych naśladowców Jezusa. Doprowadziło to do ostatecznego rozdziału chrześcijaństwa od judaizmu.

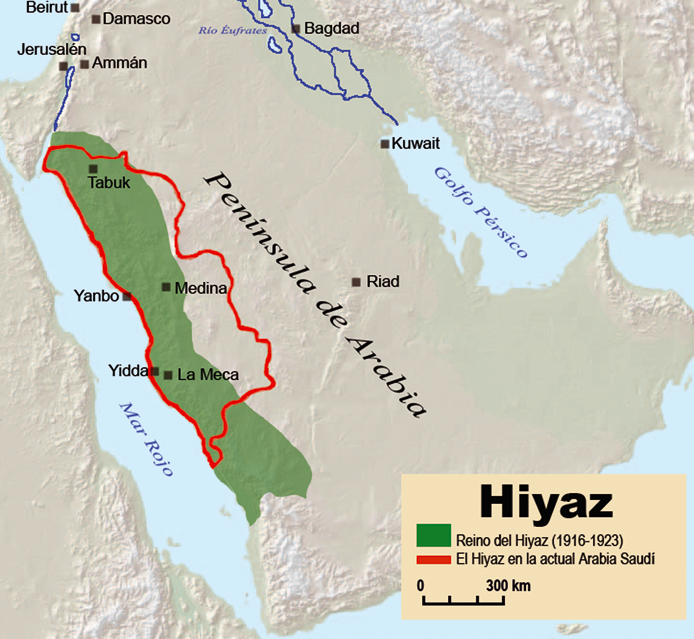
Mapa ukazująca otoczony czerwoną linią region Hedżaz

Ebionitami może być sekta opisana przez muzułmańskiego historyka Abd al-Dżabbara ok. 1000 r., co oznaczałoby, że istnieli prawie 500 lat dłużej niż sądzi większość zachodnich historyków. Inne potencjalne odniesienie do wspólnoty ebionitów, która przetrwała w Arabii, przede wszystkim w miastach Tajma i Tilmas, do około XI wieku, pojawia się w Sefer Ha'masaot („Księdze Podróży”) rabina z Hiszpanii. W XII wieku muzułmański historyk Mohammad al-Shahrastani, w książce Odłamy religijne i filozoficzne, opisał Żydów, żyjących w Medynie i Hedżazie, którzy uznawali Jezusa za proroka i postępowali według zasad tradycyjnego judaizmu, inaczej niż główny nurt chrześcijaństwa.

### Ebionici jako przodkowie muzułmanów
Według francuskiego islamologa arabskiego pochodzenia Jeana Alcadera, ebionici – będący herezją judeo-chrześcijańską pierwszych wieków nie uznającą boskości Jezusa, ale szanującą go jako proroka – dali początek islamowi. W Koranie bardzo często jest mowa o nazarejczykach, hebrajskiej nazwie ebionitów, jako o przyjaciołach i przodkach muzułmanów.

## Dziedzictwo
W drugiej połowie XX i na początku XXI wieku, kilka małych nowych ruchów religijnych, takich jak Żydowska Wspólnota Ebionitów, chce przywrócić do życia wierzenia i praktyki ebionitów, chociaż nie można potwierdzić autentyczności ich nauk. Organizacje przeciwstawiające się konwersjom Żydów na chrześcijaństwo, takie jak Żydzi dla Judaizmu, często wspominają o historycznych ebionitach w swej literaturze, by dowieść, że judaizm mesjanistyczny, promowany przez grupy misjonarskie takie jak Żydzi dla Jezusa, to chrześcijaństwo paulińskie, fałszywie przestawiane jako judaizm. Niektóre grupy mesjanistyczne wyrażają zainteresowanie żydowskimi liderami podważającymi boskość Jezusa i możliwy upadek judaizmu mesjanistycznego może dać szansę ebionityzmowi na odrodzenie się. Podczas dyskusji o ścisłe przestrzeganie przepisów Tory przez neo-ebionitów, mesjanistyczni liderzy zastanawiają się, czy chrześcijanie nie powinni postępować podobnie.
W protestanckim nurcie chrześcijaństwa istnieje duże zainteresowanie judaizmem. Część protestantów wykazuje w poglądach i teologii tendencje zdecydowanie „judaistyczne” (z wyznań historycznych – np. adwentyzm).

## Poglądy i praktyki religijne

### Judaizm
Większość źródeł patrystycznych ukazuje ebionitów jako tradycjonalistycznych, ascetycznych, gorliwie przestrzegających Prawa Mojżeszowego Żydów; uznawali oni Jerozolimę za najświętsze miasto, a wspólnotę stołu ograniczali jedynie do pogan nawróconych na judaizm. W święto Paschy lub w bliskim mu terminie spożywali pamiątkowy posiłek złożony jedynie z wody i przaśnego chleba, w odróżnieniu od chrześcijan, spożywających Wieczerzę Pańską złożoną z chleba i wina. Według Justyna Męczennika – pod postacią chleba i soli.

### Chrześcijaństwo żydowskie czy gnostyckie?
Epifaniusz z Salaminy jest jedynym Ojcem Kościoła, według którego niektórzy ebionici odeszli od tradycyjnych żydowskich prawd wiary i praktyk religijnych, w szczególności przez zachęcanie do bardzo częstych obmyć rytualnych, posiadając własną angelologię, według której Chrystus był wielkim archaniołem, który przez wcielenie został adoptowanym Synem Bożym sprzeciwiając się ofiarom ze zwierząt, odrzucając doktryny i tradycje dodane do Prawa Mojżeszowego, dokonując zmian w tekście Pisma i praktykując religijny wegetarianizm.
Rzetelność wzmianki Epifaniusza dotyczącej ebionitów jest kwestionowana przez niektórych uczonych. Dla przykładu, Shlomo Pines uważa, że heterodoksyjne poglądy oraz praktyki, jakie przypisuje niektórym ebionitom, są zbliżone bardziej do gnostycyzmu niż judeochrześcijaństwa i były charakterystyczne dla sekty elkazaitów, których Epifaniusz mógł pomylić z ebionitami.

### Essenizm?
Według Roberta Eisenmana, Jamesa Tabora, Martina A. Larsona i Keitha Akersa, ebionici byli mesjanistycznym, esseńskim odłamem judaizmu. W ich spojrzeniu ebionici przejęli wiele przekonań esseńczyków, a nawet na ich nazwę wpływ miał Jan Chrzciciel, którego nauki nawiązywały do esseńskiego ruchu odnowy religijnej. Fakt, że zarówno wczesna Wspólnota jerozolimska kierowana przez Jakuba Sprawiedliwego, jak i wspólnotę z Kumran, określano jako „ubogą”, jest ukazywany jako dowód podobieństwa ich poglądów. Jednakże, kontrowersyjne teorie łączące esseńczyków, Qumran i zwoje znad Morza Martwego z wczesnym chrześcijaństwem są dyskredytowane przez biblistów.

### Jezus
Większość Ojców Kościoła zgadza się, że ebionici podważali wiele doktryn ortodoksyjnej chrześcijańskiej chrystologii takich jak preegzystencja, narodziny z dziewicy, odkupieńczą śmierć, fizyczne zmartwychwstanie i boskość Jezusa. Ebionici byli zwolennikami unitarianizmu i człowieczeństwa Jezusa jako biologicznego syna Marii i Józefa, który, dzięki cnocie sprawiedliwości, został wybrany przez Boga na mesjańskiego „proroka na podobieństwo Mojżesza” (Pwt 18,14) namaszczonego duchem świętym podczas chrztu.
Spośród ksiąg Nowego Testamentu ebionici akceptowali jedynie hebrajską wersję Ewangelii według Mateusza, zwaną jako Ewangelia Hebrajczyków, jako dodatek do Tanachu. Według Ireneusza pomijała ona dwa pierwsze rozdziały dotyczące narodzin i pierwszych lat Jezusa, a zaczynała się opisem chrztu Jezusa przez Jana.
Podobnie jak reszta chrześcijan, ebionici wierzyli, że Jezus przekazał swoim uczniom nauki moralne oraz głosił królestwo Boże. Od kiedy Jezus objawił standardy Ery Mesjańskiej, jego uczniowie powinni według nich wieść przemienione życie. Jednakże według interpretacji ebionitów wszyscy Żydzi i nawróceni z pogaństwa powinni przestrzegać przykazań Prawa Mojżeszowego, by stać się sprawiedliwymi i osiągnąć jedność z Bogiem, jednak przykazania powinny być interpretowane w świetle wytłumaczenia Prawa przez Jezusa, dokonanego podczas kazania na górze. Według ebionitów obowiązkiem wierzących jest budowanie królestwa Bożego już obecnie, co rozpoczął Jezus, zapoczątkowując Erę Mesjańską, choć w pełnym tego słowa znaczeniu powstanie ono wtedy, gdy Bóg ukaże wierzącym swoje oblicze, co nastąpi w przyszłym świecie.

### Jan Chrzciciel
W jednym z cytowanych przez Epifaniusza z Salaminy fragmentów Ewangelii Ebionitów, Jan Chrzciciel jest ukazywany jako wegetarianin, nazirejski nauczyciel i poprzednik Jezusa. Uczeni dyskutują, czy Jan był uważany przez masy jako alternatywa dla środowisk skupionych wokół Świątyni Jerozolimskiej, postrzeganych jako skorumpowane.

### Jakub Sprawiedliwy
Choć nie jest to wspominane przez Ojców Kościoła, niektórzy uczeni uważają, że ebionici mogli mieć unikatową sukcesję apostolską wywodzącą się od Jakuba Sprawiedliwego, pierwszego biskupa Jerozolimy, który według nich miał być prawowitym liderem Wspólnoty dzięki pokrewieństwu z Jezusem. Uczeni uważają, że Jakub mógł być uważany przez masy jako prawowity arcykapłan Jerozolimy, ponieważ, w przeciwieństwie do oficjalnych arcykapłanów, posiadał cnotę sprawiedliwości.

### Paweł z Tarsu
W świetle źródeł patrystycznych ebionici postrzegali Pawła z Tarsu jako odstępcę od Prawa z powodu potępienia przez niego „judaizujących nauk”, będących przeszkodą w rozprzestrzenianiu się chrześcijaństwa, i określania ich jako schizmatyków. Epifaniusz relacjonuje, że niektórzy ebionici uważali, iż Paweł był Grekiem, który konwertował na judaizm, by poślubić córkę żydowskiego arcykapłana, a dokonał apostazji po odmowie oddania mu jej za żonę. Hyam Maccoby twierdzi, że Paweł był odstępcą od rozwijającej się gnostycko-judeochrześcijańskiej religii wczesnego Kościoła.

## Pisma
Być może do czasów obecnych przetrwało kilka dzieł ebionitów. Pisma Pseudo-Klemensa z III wieku, w zgodnej opinii większości badaczy są pochodzenia judeochrześcijańskiego. Ich związek z ebionitami jest kwestią debaty, ale informacje Epifaniusza w Panarion, 30 wskazują na dużą zbieżność ich idei z poglądami autora tych pism. Glenn Alan Koch spekuluje, że Epifaniusz opierał swe informacje właśnie na dziełach Pseudo-Klemensa.
W 1908 Encyklopedia Katolicka wymieniła cztery rodzaje pism ebionickich:
- Ewangelia Ebionitów. Według Ireneusza ebionici korzystali jedynie z Ewangelii według Mateusza. Euzebiusz z Cezarei (Historia Ecclesiae IV, XXI, 8) wspomina o Ewangelii Hebrajczyków, często identyfikowaną z aramejską (być może oryginalną) wersją Ewangelii Mateusza, z dodanymi listami w języku hebrajskim. Opinia taka wyrażona jest w dziełach Hegezypa (według Historia Ecclesiastica Euzebiusza), Orygenesa (według De viris illustribus, II Hieronima ze Strydonu) oraz przez Klemensa Aleksandryjskiego (Strom., II, IX, 45). Epifaniusz z Salaminy przypisuje tę ewangelię nazarejczykom i uważa, że ebionici używają jedynie niepełnej i sfałszowanej kopii (Adversus Haereses, XXIX, 9). Kwestią sporną jest czy Epifaniusz poprawnie używał określeń „nazarejczycy” i „ebionici”.
- Apokryfy Nowego Testamentu: Podróże Piotra (Periodoi Petrou) i Dzieje apostołów (nie mylić z kanonicznymi Dziejami Apostolskimi), włączając w to dzieło zwane jako Wniebowzięcie Jakuba. Znaczna część pierwszej księgi znajduje się w dziełach Pseudo-Klemensa. To judeochrześcijańska opowieść dydaktyczna, mająca na celu potwierdzenie ich nauk, ukazująca prymat Jakuba Sprawiedliwego, związki z biskupem Rzymu, konflikt z Szymonem Magiem oraz gnostykami. O Wniebowzięciu Jakuba (R 1.33-71) opinię wyraził Robert Van Voorst: „Prawdę mówiąc, nie ma żadnej części dzieł Klemensa, w przypadku której możemy być bardziej pewni judeochrześcijańskich korzeni”[31]. Pomimo takiego twierdzenia, zachował rezerwę, jeśli chodzi o przypisywanie jego autorstwa ebionitom.
- Prace Symmachusa Ebionity, takie jak jego przekład Biblii Hebrajskiej na grekę koine (korzystał z niego Hieronim), którego fragmenty wciąż istnieją, a także utracone dzieło Hypomnemata, napisane jako alternatywa dla Ewangelii według Mateusza, późniejsze dzieło, które nie zachowało się wcale (Euzebiusz, Historia Ecclesiastica, VI, xvii; Hieronim, De viris illustribus ill., liv), prawdopodobnie identyczne z dziełem De distinctione præceptorum, wspominanym przez Ebed Jesu (Assemani, Bibliotheca Orientalis..., III, 1).
- Księga Elchesai (Elxaia), lub „Ukryta moc”, według relacji spisana ok. 100 r. i zabrana do Rzymu ok. 217 r. przez Alcybiadesa z Apamei. Ebionici, którzy akceptowali jej gnostyckie doktryny, byli uważani za odstępców i nazywani elkazaitami (Hipolit, Philos., IX, xiv-xvii; Epifaniusz., Adversus Haereses, XIX, 1; liii, 1.).

Istnieją także spekulacje, że Ewangelia Barnaby, z której korzystali później muzułmanie w celu polemiki z chrześcijanami, mogła bazować na ebionickich bądź gnostyckich dokumentach. Trwają debaty uczonych dotyczące tego dzieła, kwestią sporną są okoliczności jego powstania.

## Dane archeologiczne
W 2004 biblista Jacob Rabinowitz zasugerował w książce Buried Angels, że znaleziska odkryte przez franciszkańskich archeologów biblijnych w Jerozolimie, Hebronie i Nazarecie mogą być dziełem pierwszych ebionitów. Znaleziska to m.in. ossuaria, figurki i przedmioty rytualne, z krzyżami oraz innymi motywami biblijnymi jako elementami dekoracyjnymi. Franciszkanie uważają, że były one dziełem heretyckiej, judaizującej sekty z przełomu III i IV wieku.